# Cânon (lei canônica)
Para o sistema jurídico dos cânones eclesiásticos, consulte Direito Canônico e Direito Canônico (Igreja Católica).
Kanon acabou por significar uma regra ou norma, de modo que quando o primeiro concílio ecumênico - Nicéia I - foi realizado em 325, o kanon começou a obter a denotação jurídica restrita de uma lei promulgada por um conselho sínodo ou ecumênico, bem como a de um bispo individual. A palavra "cânone" vem do grego kanon, que em seu uso original denotava uma vara reta que mais tarde foi o instrumento usado por arquitetos e artífices como um bastão de medição para fazer linhas retas.
No direito canônico católico, um cânone é uma certa regra ou norma de conduta ou crença prescrita pela Igreja Católica.

## Etimologia
Grego kanon / em grego clássico: κανών , Árabe Qanun / قانون, hebraico kaneh / קנה, "direto"; uma regra, código, padrão ou medida; o significado da raiz em todas essas línguas é "cana" (cf. os ancestrais da língua românica da palavra inglesa "cana"). Um kanon era o instrumento usado por arquitetos e artífices para fazer linhas retas.

## Uso pré-niceno
Alguns escritores acham que a Igreja preferiu a palavra cânon à lei, pois esta tinha um significado áspero para os fiéis em tempos de perseguição.
Os primeiros Padres utilizam o cânone como equivalente à regra de fé, ou para alguma fórmula que exprima uma obrigação vinculativa para os cristãos.
Bickell declara que durante os primeiros trezentos anos, dificilmente o cânon é encontrado para um decreto separado e especial da Igreja; antes, designa a regra de fé em geral. Ele apela para o fato de que a forma plural da palavra raramente é usada nos primeiros escritores cristãos. 

## Uso niceno e medieval
Com o quarto século começou o uso do cânone para um decreto disciplinar, devido ao seu emprego neste sentido pelo Primeiro Concílio de Nicéia (325)
Os editores de Cassinese de Ferraris (sv Canones) dizem que nos primeiros tempos da Igreja muitos regulamentos disciplinares não eram exigidos e, portanto, quase não era necessário discriminar os decretos em dogmáticos e disciplinares, pois os fiéis classificavam ambos sob a obrigação de observar a regra geral da fé.

### Canonvs.decretum
Do século IV em diante, o cânon significava quase universalmente um decreto disciplinar de um concílio ou dos Romanos Pontífices.
A palavra decretum durante o mesmo período, embora significando em geral um estatuto ou decisão de autoridade, começou a ser limitada cada vez mais a questões dogmáticas, enquanto cânon quando usado em oposição a ele era restrito às leis disciplinares. Que esse uso, no entanto, não era invariável, fica evidente pelo uso de Graciano de " Decretum " para significar sua coleção de cânones e decretos.

## Uso tridentino
Desde o Primeiro Concílio de Nicéia até o início do Concílio de Trento, os regulamentos relativos à disciplina emitidos pelas assembleias de bispos receberam o nome de cânones.
Com o Concílio de Trento no século XVI, começou o afastamento desse antigo uso. Esse concílio usou a palavra cânon para abreviar definições dogmáticas com um anátema associado a elas. Por outro lado, deu o nome de decretos ao seu regulamento disciplinar. O exemplo dado por Trento foi seguido pelo Primeiro Concílio do Vaticano.
O uso de Trento parece trazer o cânon mais perto do significado que ele carregou antes do Primeiro Concílio de Nicéia, quando se referia mais à fé do que à disciplina. A ideia geral de uma decisão da autoridade da Igreja parece ser também o significado raiz das expressões "Cânon da Escritura", "Cânon da Missa", "Cânon dos Santos", embora para o último termo Ducange (sv Canonizare) sugere uma origem um pouco diferente.

## Codificações
À medida que os regulamentos eclesiásticos começaram a se multiplicar, tornou-se necessário agrupá-los em códices, que geralmente recebiam o título de "Coleção dos Cânones". Nestes, as leis civis são frequentemente adicionadas aos regulamentos da Igreja. Para essas coleções, os gregos usaram o termo Nomocanones. Os latinos não têm nenhum nome especial para eles, embora Capitulários (qv), por exemplo, de Carlos Magno, às vezes seja referido como um uso um tanto paralelo no Ocidente.

## Autoridade
Quanto à autoridade dos cânones eclesiásticos, é evidente que uma distinção deve ser feita quando se fala de cânones de fé e cânones de disciplina, pois os primeiros são irreversíveis, os últimos não. Da mesma forma, é claro que os cânones que contêm um preceito já obrigatório por motivo da lei divina ou lei natural, não podem estar no mesmo pé que aqueles que são de mera origem eclesiástica.
Em geral, o Corpus Juris Canonici declara  que os estatutos canônicos são obrigatórios para todos; da mesma forma  que os bispos são os guardiões dos cânones e devem cuidar de sua observância. Quando se trata de cânones no sentido eclesiástico ordinário (isto é, o que foi obtido antes do Concílio de Trento), visto que se referem principalmente a questões de disciplina, deve-se ter em mente que eles não são imutáveis nem irreformáveis.
O objeto de tais cânones depende não só das circunstâncias das pessoas, lugares e tempos, mas também de considerações de conveniência ou necessidade temporária. Uma mudança em qualquer uma das causas que levou ao enquadramento dos cânones, fará uma mudança na sua força vinculativa, pois os regulamentos disciplinares são quase necessariamente mutáveis.
Da mesma forma, quando se trata da força obrigatória de um cânone, é importante determinar se ele foi emitido por um concílio ecumênico ou por decreto de um papa, impondo uma obrigação a todos os fiéis, ou se foi formulado apenas para regiões ou pessoas restritas. No último caso, sua força obrigatória é tão restrita quanto seu escopo.

## Revogação, ombrogação e customização
Deve-se ter em mente que o objetivo que a Igreja sempre teve em vista ao promulgar seus cânones foi a orientação e preservação do clero e dos leigos nos deveres da vida cristã e nos melhores métodos de administração eclesiástica.
Embora, portanto, tais cânones contenham elementos da lei humana positiva, em última análise, eles são fundados na lei divina ou lei natural. Como tais, eles não podem ser totalmente anulados por costumes contrários (Ferraris, loc. Cit.), Embora seu rigor possa ser mitigado por certas circunstâncias, ao cessar as quais, o rigor primitivo do cânone seria novamente obrigatório.
Quando são inteiramente de direito humano, podem, é claro, ser completamente revogados, não apenas pela legislação por parte das autoridades competentes, mas também por costumes legítimos.
William H.W. Fanning, em seu artigo da Enciclopédia Católica de 1913 sobre os cânones eclesiásticos, sugere que:
A negligência das prescrições dos cânones sagrados sempre foi a fonte de corrupção na moral, e talvez a principal razão para a perda de fé tanto por parte das nações como dos indivíduos.
De acordo com Fanning, o estudo dos cânones sagrados é especialmente recomendado ao clero. Fanning especula que talvez a maioria dos regulamentos se refira diretamente aos eclesiásticos, e sugere que o clero encontrará neles a orientação mais segura para sua própria conduta e para o exercício frutífero de seu ministério na direção dos fiéis.